# Metamorpha
Metamorpha es un género monotípico de la familia Nymphalidae. Su única especie, Metamorpha elissa, se pueden encontrar en distintas partes del mundo desde países como Surinam, hasta Perú, Bolivia y Chile.